# Ramón Hicks
Ramón Angel María Hicks Cáceres (30 maja 1959 w Asunción) – piłkarz paragwajski występujący podczas kariery na pozycji napastnika.

## Kariera klubowa
Ramón Hicks karierę piłkarską rozpoczął w Club Libertad, w którym występował w latach 1980-1986 (z krótką przerwą na grę w urugwajskim Nacionalu Montevideo w 1985). W 1986 wyjechał do Hiszpanii do CE Sabadell FC.
W lidze hiszpańskiej Hicks zadebiutował 31 sierpnia 1986 w przegranym 0-1 meczu z Realem Betis Sevilla. Słaba skuteczność (tylko 3 bramki) spowodowały, że po roku został sprzedany do drugoligowego Realu Oviedo. W Realu występował 3 lata i awansował z nim do Primera Division w 1988. Ostatni sezon w Hiszpanii spędził w drugoligowym Elche CF.
W 1991 trafił do Argentyny do Independiente Avellaneda. W 1992 powrócił do ojczyzny, gdzie został zawodnikiem Cerro Porteño. Karierę Hicks zakończył w Boliwii w CD San José.

## Kariera reprezentacyjna
Hicks występował w reprezentacji Paragwaju w 1983-1987. W 1983 uczestniczył w Copa América. Na turnieju Hicks wystąpił tylko w pierwszym meczu półfinałowym z Brazylią. W 1986 uczestniczył w Mistrzostwach Świata. Na turnieju w Meksyku wystąpił w dwóch meczach Belgią i Meksykiem. 
Rok później uczestniczył w Copa América 1987. Na turnieju w Argentynie Hicks wystąpił w meczu z Boliwią.